# Bremerhaven
Bremerhaven  (izgovor IPA :[bʁeːmɐˈhaːfən] ), Donjenjemački: Bremerhoben, je grad i morska luka u sjeverozapadnoj Njemačkoj. Zajedno s većim gradom Bremenom, koji se nalazi oko 60 kilometara južnije, Bremerhaven čini saveznu državu Bremen. Njegovo ime doslovno znači bremenska luka.
Grad se nalazi na istočnoj strani ušća rijeke Weser u Sjeverno more. Područje grada predstavlja enklavu države Bremen unutar države Donje Saske. 

## Povijest
Bremerhaven je osnovan 1827, iako su naselja na ovom području postojala i znatno ranije. Grad Bremen je te godine otkupio teritorije oko ušća Wesera od kraljevine Hannover. Bremerhaven je tako postao druga luka Bremena. Grad je napredovao kao centar trgovine i emigracije prema Americi. Kraljevina Hanover je 1845. osnovala rivalski grad Geestemünde  (od 1927. Wesermünde) odmah pored Bremerhavena. Godine 1939. Bremerhaven je ujedinjen s ovim gradom pod imenom Wesermünde.
Veći dio grada je uništen u Drugom svjetskom ratu, ali su luku savezniici namjerno poštedili da bi im služila nakon rata. Godine 1947. grad je postao dio njemačke savezne države Bremen, i uzeo staro ime Bremerhaven.

## Gradovi pobratimi
- Adana  Turska
- Cherbourg-Octeville  Francuska
- Grimsby  Engleska
- Kaliningrad  Rusija
- Frederikshavn  Danska
- Pori  Finska
- Szczecin  Poljska
- Baltimore  SAD

## Vanjske poveznice
http://www.bremerhaven.de/ (njem.) (engl.)